# Atoposauridae
Los atoposáuridos (Atoposauridae) son una familia extinta de arcosaurios cocodriloformos mesoeucocodrilianos, que aparecieron a mediados del Período Jurásico, en el Bathoniense, hace 165 millones de años, y desaparecieron a mediados del Cretácico, durante el Albiense, hace aproximadamente 112 millones de años. Se lo clasifica como el clado más inclusivo que contiene a Atoposaurus jourdani (Meyer, 1850)  pero no a Peirosaurus torminni (Price, 1955), Araripesuchus gomesii (Price, 1959), Notosuchus terrestris (Woodward, 1896), Baurusuchus pachecoi (Price, 1945) ni Crocodylus niloticus (Laurenti, 1768). Los atoposáuridos fueron colocados alternativamente en entre los mesosuquios o los metasuquios. Sus fósiles han sido hallados en Europa, (Francia, España, Portugal, Alemania e Inglaterra), Estados Unidos y Tailandia.

## Filogenia
Cladograma modificado de los análisis de Buscalioni y Sanz (1988) y Buscalioni y Sanz (1990):

|  | Alligatorium   |
|  |                |
|  | Alligatorellus |
|  |                |
|  | Atoposaurus    |
|  |                |

|  | Montsecosuchus |
|  |                |
|  | Theriosuchus   |
|  |                |

|  | Alligatorium   |
|  |                |
|  | Alligatorellus |
|  |                |
|  | Atoposaurus    |
|  |                |

|  | Montsecosuchus |
|  |                |
|  | Theriosuchus   |
|  |                |